# Palabras que burbujean como un refresco
Palabras que burbujean como un refresco (サイダーのように言葉が湧き上がる Cider no Yō ni Kotoba ga Wakiagaru?) es una película de animación japonesa de comedia romántica producida por Sublimation y Signal.MD y dirigida por Kyōhei Ishiguro. Fue estrenada en las salas de cine de Japón el 22 de julio de 2021 y estrenada internacionalmente por Netflix el mismo día.

## Sinopsis
Yui Sakura, conocido por sus amigos como Cherry, un joven tímido aficionado a escribir haikus, que sustituye a su madre en su trabajo en un club de ancianos durante sus vacaciones de verano y que utiliza auriculares para evitar que la gente le hable en la calle, conoce por accidente a Yuki, una influencer conocida bajo el seudónimo de Smile, que utiliza una Máscara quirúrgica para ocultar sus grandes incisivos, ambos se van enamorando, mientras realizan la búsqueda de un disco de vinilo perdido.

## Reparto
- Ichikawa Somegorō VIII como  Cherry/Yui Sakura
- Hana Sugisaki como Smile/Yuki
- Megumi Han como Bieber
- Natsuki Hanae como Japan
- Yūichirō Umehara como Toughboy
- Megumi Nakajima como Julie
- Sumire Morohoshi como Mari
- Hiroshi Kamiya como Kōichi
- Maaya Sakamoto como Maria
- Kōichi Yamadera como Señor Fujiyama
- Kikuko Inoue como Tsubasa Fujiyama

## Producción y estreno
La película fue originalmente anunciada en el  concierto Inu Fes del sello FlyingDog. En el concierto, también se anunció que sería dirigida por Kyōhei Ishiguro, con producción de los estudios de animación Sublimation y Signal.MD, guiones de Dai Satō, diseños de personajes de Yukiko Aikei y música de Kensuke Ushio. En diciembre de 2019, se anunció que se estrenaría en los cines japoneses el 15 de mayo de 2020 y estaría protagonizada por Ichikawa Somegorō VIII y Hana Sugisaki. En abril de 2020, se anunció que la película se retrasaría debido a la pandemia de COVID-19. La película fue presentada en el Festival Internacional de Cine de Shanghái el 25 de julio de 2020 y en el Tokyo International Film Festival el 3 noviembre del mismo año. Luego de algunos retrasos  producto de la pandemia de COVID-19, la película  finanlmente  se estrenó en los cines japoneses el 22 de julio de 2021. El tema principal de la película es "Cider no Yō ni Kotoba ga Wakiagaru" interpretado por Never Young Beach. A nivel internacional, la película se transmitió en Netflix tanto doblada como subtitulada, comenzando el mismo día que el estreno en cines en Japón.

### Adaptación al manga
Una adaptación al manga de la película realizada por Ōnoimo comenzó a serializarse en la revista Gekkan Comic Alive el 27 de noviembre de 2019. Terminó en Monthly Comic Alive el 27 de marzo de 2021.

## Recepción
Kim Morrissy de Anime News Network elogió las imágenes, los personajes y el estilo musical de la película, y finalmente calificó la película con una A-.
En 2021, la película estuvo nominada para el Mainichi Premio de Película para Mejor Película de Animación. y en 2020 también fue nominado al premio Golden Goblet en la categoría mejor película de animación del Festival Internacional de Cine de Shanghái.